# انتخابات الرئاسة الأمريكية 1900
الانتخابات الرئاسية الأمريكية 1900 هي الانتخابات الرئاسية الأمريكية التي جرت في 6 نوفمبر 1900، لانتخاب رئيس الولايات المتحدة، فاز بالانتخابات ويليام ماكينلي، حصل على 7228864 صوت.

## المرشحين
| المرشح             | الحزب | عدد الأصوات |
| ------------------ | ----- | ----------- |
| ويليام ماكينلي     |       | 7,228,864   |
| وليام جيننغز بريان |       |             |